# Scoparia halopis
Scoparia halopis là một loài bướm đêm trong họ Crambidae.